# Anomalempis tacomae
Anomalempis tacomae är en tvåvingeart som beskrevs av Axel Leonard Melander 1927. Anomalempis tacomae ingår i släktet Anomalempis och familjen Brachystomatidae.
Artens utbredningsområde är Washington. Inga underarter finns listade i Catalogue of Life.